# Metropolia Botucatu
Metropolia Botucatu – metropolia Kościoła rzymskokatolickiego w Brazylii. Składa się z metropolitalnej archidiecezji Botucatu i siedmiu diecezji. Została erygowana 19 kwietnia 1958 r. konstytucją apostolską Sacrorum Antistitum papieża Piusa XII. Od 2008 r. godność arcybiskupa metropolity sprawuje abp Maurício Grotto de Camargo.
W skład metropolii wchodzą:
- archidiecezja Botucatu
  - diecezja Araçatuba
  - diecezja Assis
  - diecezja Bauru
  - diecezja Lins
  - diecezja Marília
  - diecezja Ourinhos
  - diecezja Presidente Prudente

Prowincja kościelna Botucatu wraz z metropoliami Aparecida, Campinas, São Paulo, Sorocaba i Ribeirão Preto tworzą region kościelny Południe 1 (Regional Sul 1), zwany też regionem São Paulo.

## Metropolici
- Henrique Hector Golland Trindade (1959 – 1968)
- Vicente Angelo José Marchetti Zioni (1968 – 1989)
- Antônio Maria Mucciolo (1989 – 2000)
- Aloysio José Leal Penna (2000 – 2008)
- Maurício Grotto de Camargo (od 2008)